# Ninon Chapelle
Ninon Chapelle (* 15. April 1995 in Metz als Ninon Guillon-Romarin) ist eine französische Leichtathletin, die sich auf den Stabhochsprung spezialisiert hat und in dieser Disziplin aktuell Inhaberin des Landesrekordes ist.

## Sportliche Laufbahn
Erste Erfahrungen bei internationalen Wettkämpfen bestritt Ninon Chapelle bei den Junioreneuropameisterschaften 2013 in Rieti und belegte dort Platz vier. 2014 wurde sie bei den Juniorenweltmeisterschaften in den Vereinigten Staaten Neunte mit übersprungenen 4,10 m. 2015 nahm sie an den U23-Europameisterschaften im estnischen Tallinn teil und belegte dort den siebten Platz. Sie scheiterte bei den Weltmeisterschaften in Peking bereits in der Qualifikation. Zwei Jahre später wurde sie bei den U23-Europameisterschaften in Bydgoszcz Fünfte. Zudem sicherte sie Frankreich den dritten Platz bei der Team-Europameisterschaft in Lille. Mit ihren zweifach übersprungenen 4,60 m qualifizierte sie sich auch für die Weltmeisterschaften in London, bei denen sie mit 4,30 m in der Qualifikation ausschied.
Im Januar 2018 egalisierte sie den französischen Hallenrekord von Marion Fiack und qualifizierte sich damit für die Hallenweltmeisterschaften in Birmingham, bei denen sie mit 4,50 m auf Rang zehn landete. Im August belegte sie bei den Europameisterschaften in Berlin mit 4,65 m den fünften Platz und siegte mit 4,46 m bei den Mittelmeerspielen in Tarragona. Im Jahr darauf gelangte sie bei den Halleneuropameisterschaften in Glasgow mit 4,65 m auf Rang sieben und wurde bei den Weltmeisterschaften in Doha mit 4,70 m im Finale Zwölfte. 2022 belegte sie bei den Weltmeisterschaften in Eugene mit 4,45 m im Finale den elften Platz und verpasste anschließend bei den Europameisterschaften in München mit 4,40 m den Finaleinzug. Im Jahr darauf schied sie bei den Halleneuropameisterschaften in Istanbul mit 4,45 m in der Vorrunde aus. Im August schied sie bei den Weltmeisterschaften in Budapest mit 4,60 m in der Qualifikationsrunde aus. 2024 gelangte sie bei den Europameisterschaften in Rom mit 4,43 m auf Rang neun und anschließend wurde sie bei den Olympischen Sommerspielen in Paris mit 4,40 m im Finale 14.
In den Jahren 2016, 2018 und 2019 wurde Chapelle französische Meisterin im Freien sowie von 2017 bis 2020 in der Halle.